# Semina

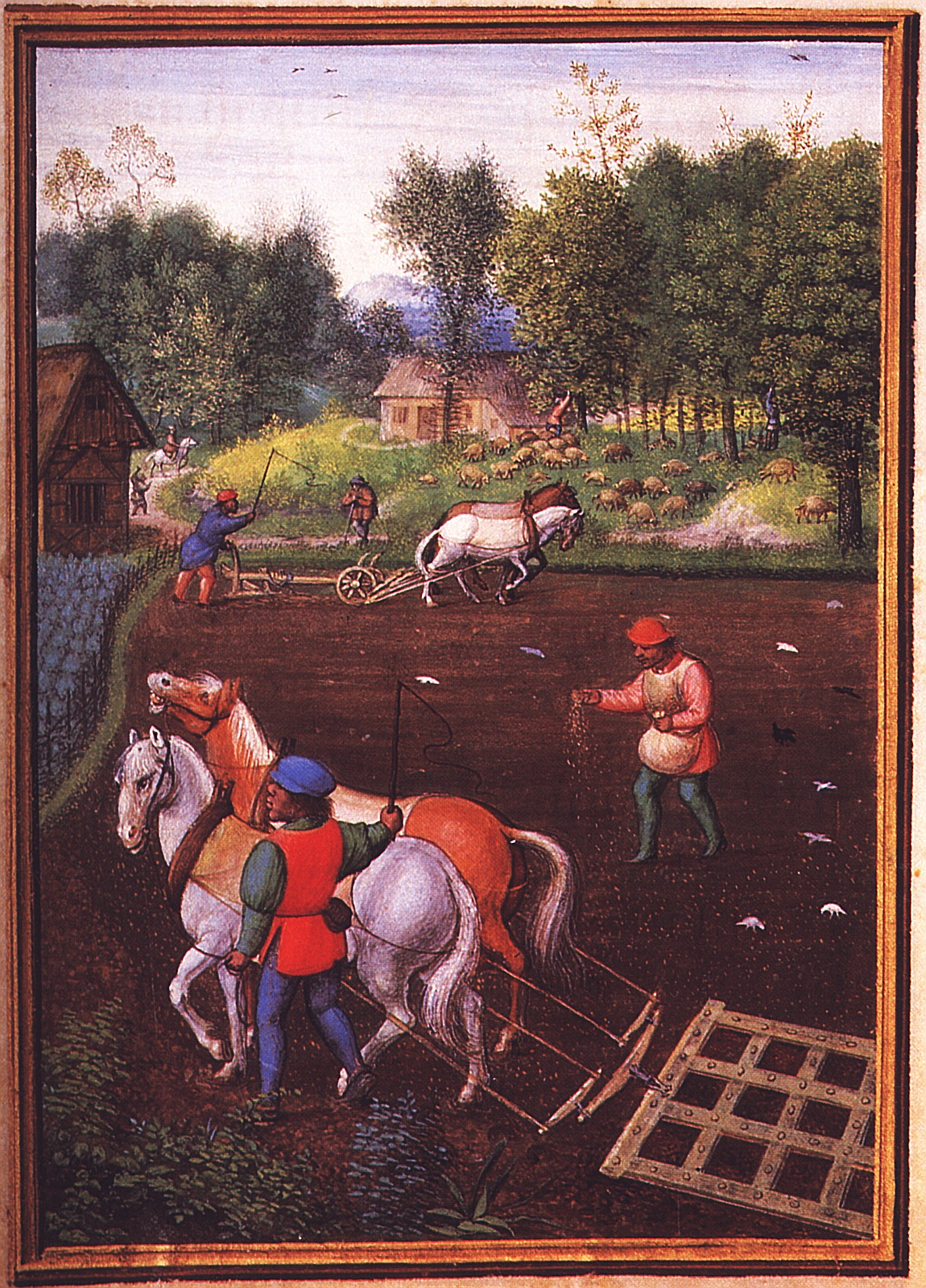
Simon Bening, Le fatiche dei mesi: settembre, da un libro d'ore fiammingo (Bruges).

La semina è la tecnica che più si avvicina al fenomeno in cui naturalmente le piante si moltiplicano con la diffusione dei semi, prodotti generalmente dalla fecondazione del fiore con il polline proveniente da altri fiori.

## Procedimento
La fecondazione avviene grazie al vento, agli insetti pronubi, o in floricoltura per l'intervento dell'uomo, tra piante della stessa specie o in qualche caso dello stesso genere, mentre più raro è il caso di generi diversi, come gli incroci tra orchidee dei generi Cattleya e Laelia. I semi prodotti da specie diverse, gli ibridi, raramente danno vita a piante molto fertili.
Il successo della semina dipende innanzi tutto dalla qualità e germinabilità dei semi utilizzati, poi dalla corretta preparazione del terriccio destinato al semenzaio e dalla giusta profondità di semina, infine regolando l'umidità e la temperatura ai valori ottimali.
La semina può avvenire nel campo, in precedenza preparato con la vangatura (lavorazione del terreno meccanica, o manuale effettuata con la vanga), in semenzaio nella serra, in contenitori vari. La germinazione avviene in un tempo più o meno rapido a seconda della specie e dei fattori ambientali ed è il momento che necessita delle maggiori cure e attenzioni.
Tipologie di semina possono essere:
- semina a spaglio: di solito con semi piccoli, si spargono in modo uniforme e poi si ricopre con un piccolo strato di terra
- semina a file o righe rialzate: prima si crea la struttura regolare, cioè si effettuano i solchi (di solito prendendo due paletti e uno spago, in modo che ci sia allineamento e non si vada storti), richiede più lavoro iniziale della precedente ma è più comodo per la pulizia dell'erba e irrigazione, essendoci una struttura regolare (conviene irrigare in mezzo fra i due solchi, in modo che l'umidità arrivi in modo più diffuso e non troppo diretto sul seme che magari non ha ancora attecchito bene come radici)
- semina a postarelle: in genere per zucche, zucchine.. sviluppo strisciante, prevalentemente orizzontale; si mettono i semi in buche equidistanti tra loro